# 大加那利岛
大加那利岛（西班牙語：Gran Canaria）是西班牙位于大西洋中的加那利群岛的一部分，位于特内里费岛和富埃特文图拉岛之间，是加那利群岛中的第三大岛屿，距离非洲大陆约210公里，距离伊比利亚半岛约1,250公里。大加那利岛由火山喷发形成，地理形状大致呈圆形，直径大约是50公里，面积1,560平方公里，最高海拔1,949米。
|                |                |
| 大加那利岛旗帜 | 大加那利岛徽章 |

## 历史
在古代，大加那利岛最早的居民是来自北非的关切人，他们可能早至公元前500年就来到了该岛。关切人把这个岛屿取名为“塔马兰”（Tamarán，意为“英勇之地”）。
在中世纪时，经过长达一个多世纪的欧洲人的入侵及占领的企图，大加那利岛终于在1483年4月29日臣服于伊莎贝拉一世领导下的卡斯蒂利亚王权。此次占领是经过长达五年的征战才成功的，这是统一后西班牙扩张的一个重要步骤。
首府拉斯帕尔马斯是由入侵的卡斯蒂利亚军队首领胡安·雷洪在1478年6月24日建立的。1492年，哥伦布在他前往美洲的第一次航行中停靠在拉斯帕尔马斯港，并在岛上停留了一段时间。拉斯帕尔马斯与圣克鲁斯-德特内里费一起同为加那利自治区的首府。

## 行政区划和人口

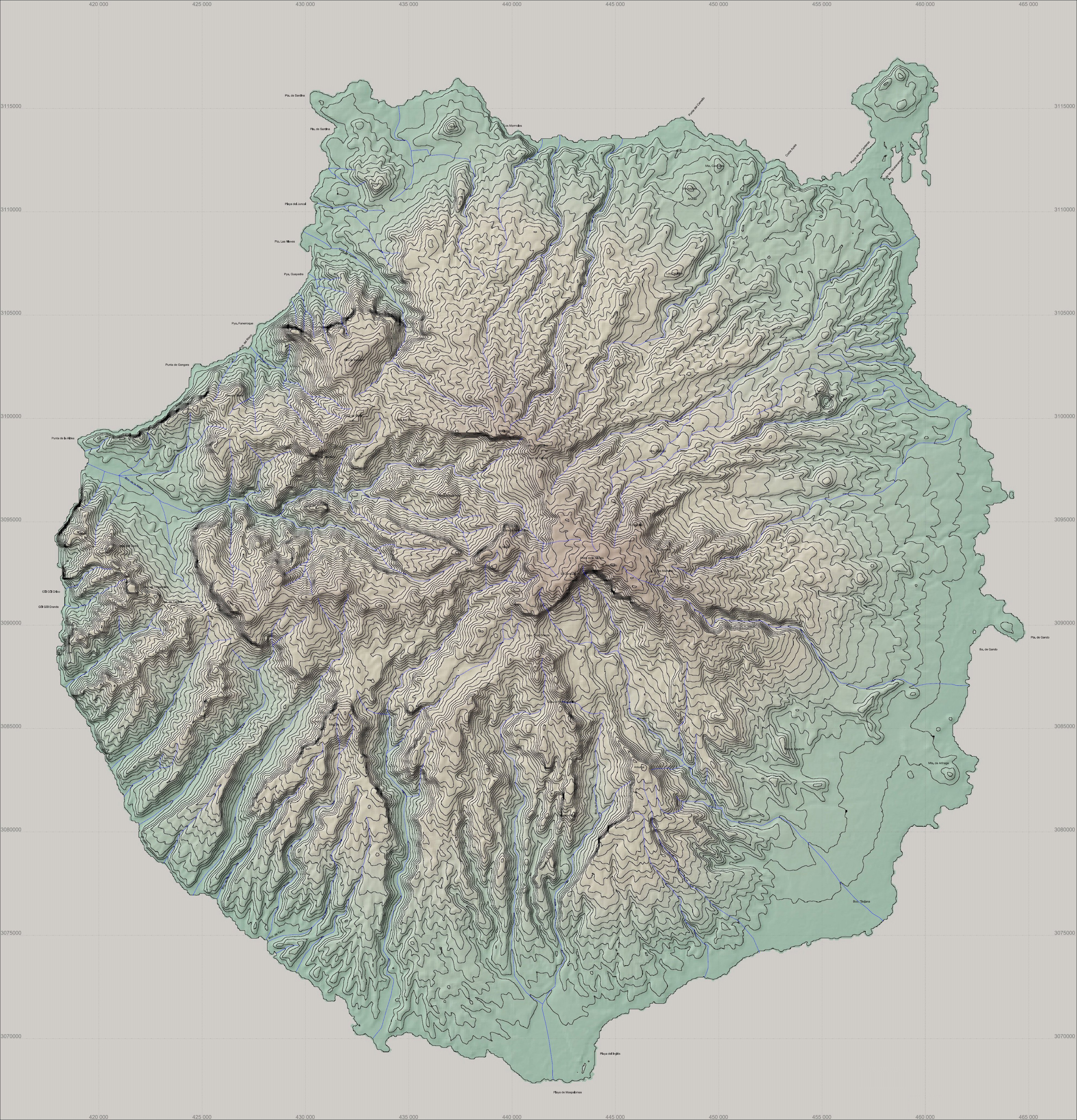
大加那利岛地形图

大加那利岛被分成21个市镇，最大的是位于岛东北部的拉斯帕尔马斯，它是加那利自治区的首府之一和拉斯帕尔马斯省的首府，也是加那利群岛最大的城市。根据2014年统计，大加那利岛拥有人口851,157人，其中拉斯帕尔马斯有382,283人。大加那利是特内里费岛之后的第二人口最多的加那利岛。

## 交通

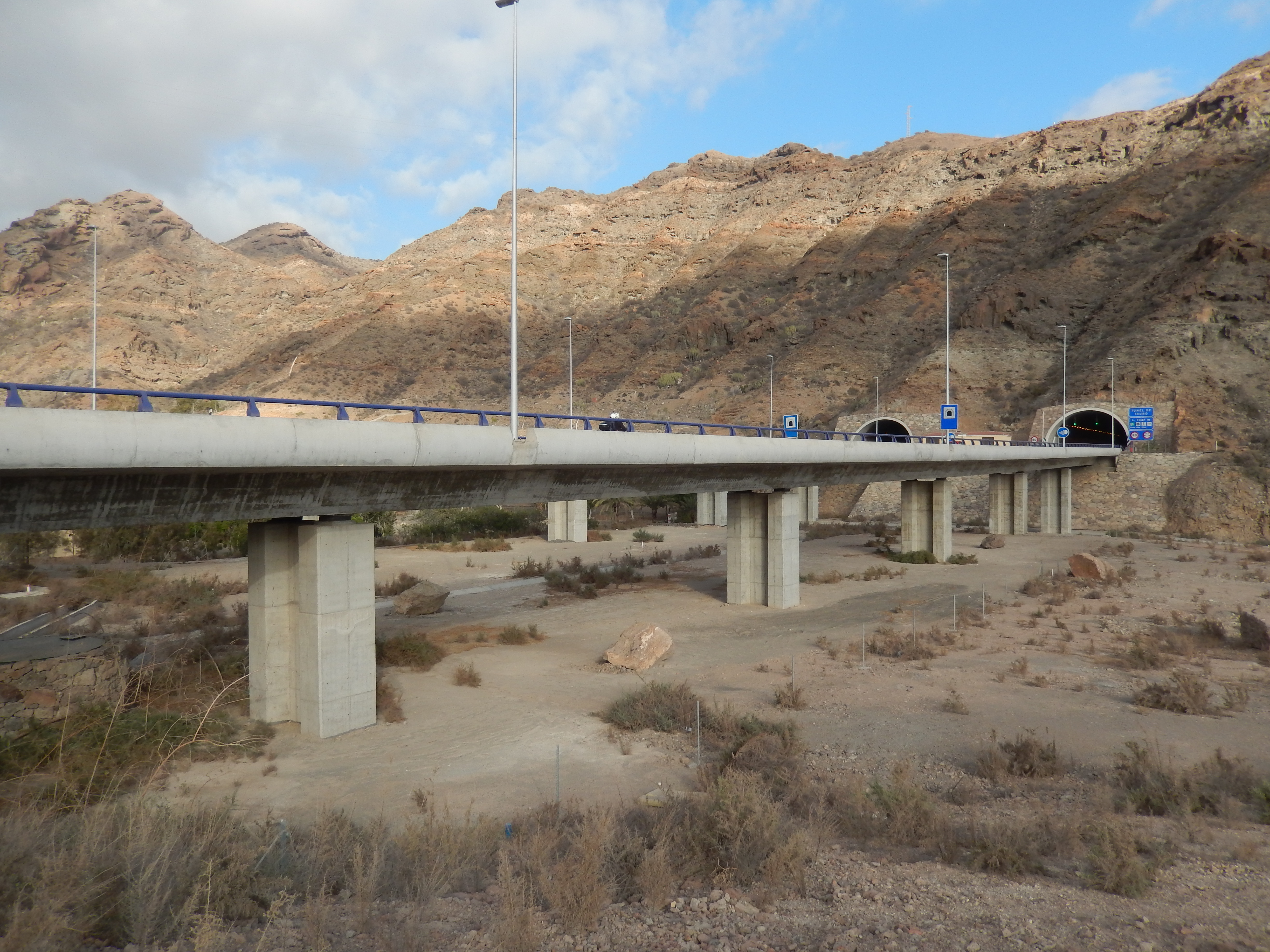
岛上海岸边上的高速公路

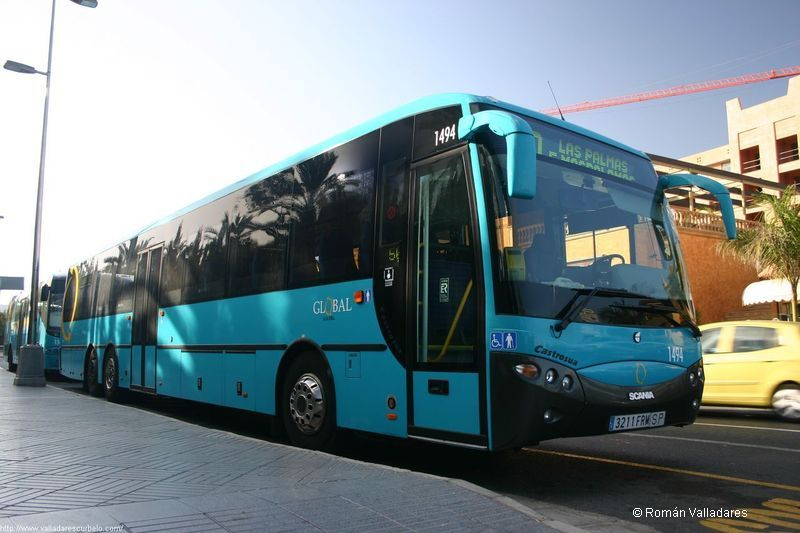
公共汽车

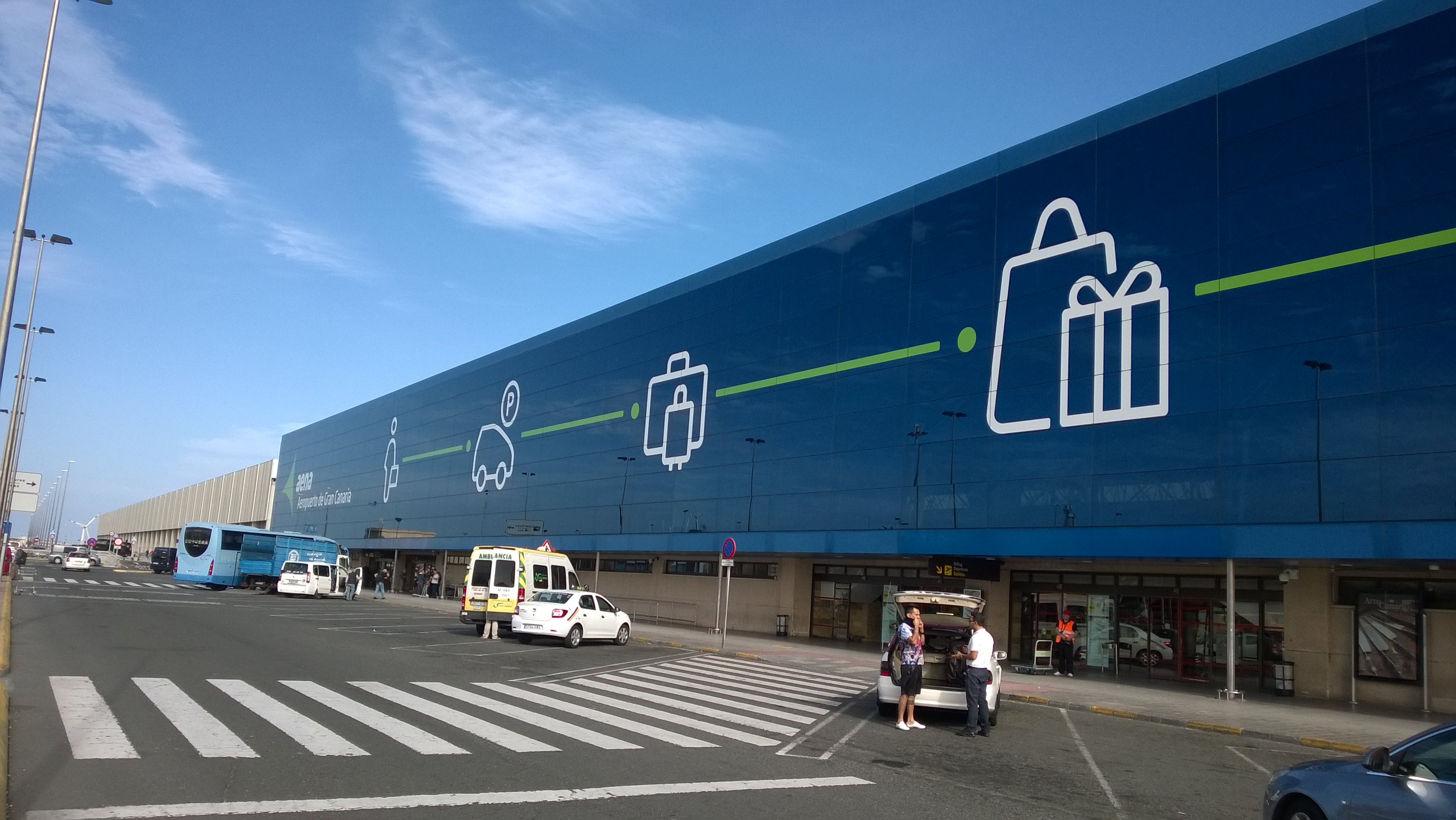
大加那利机场

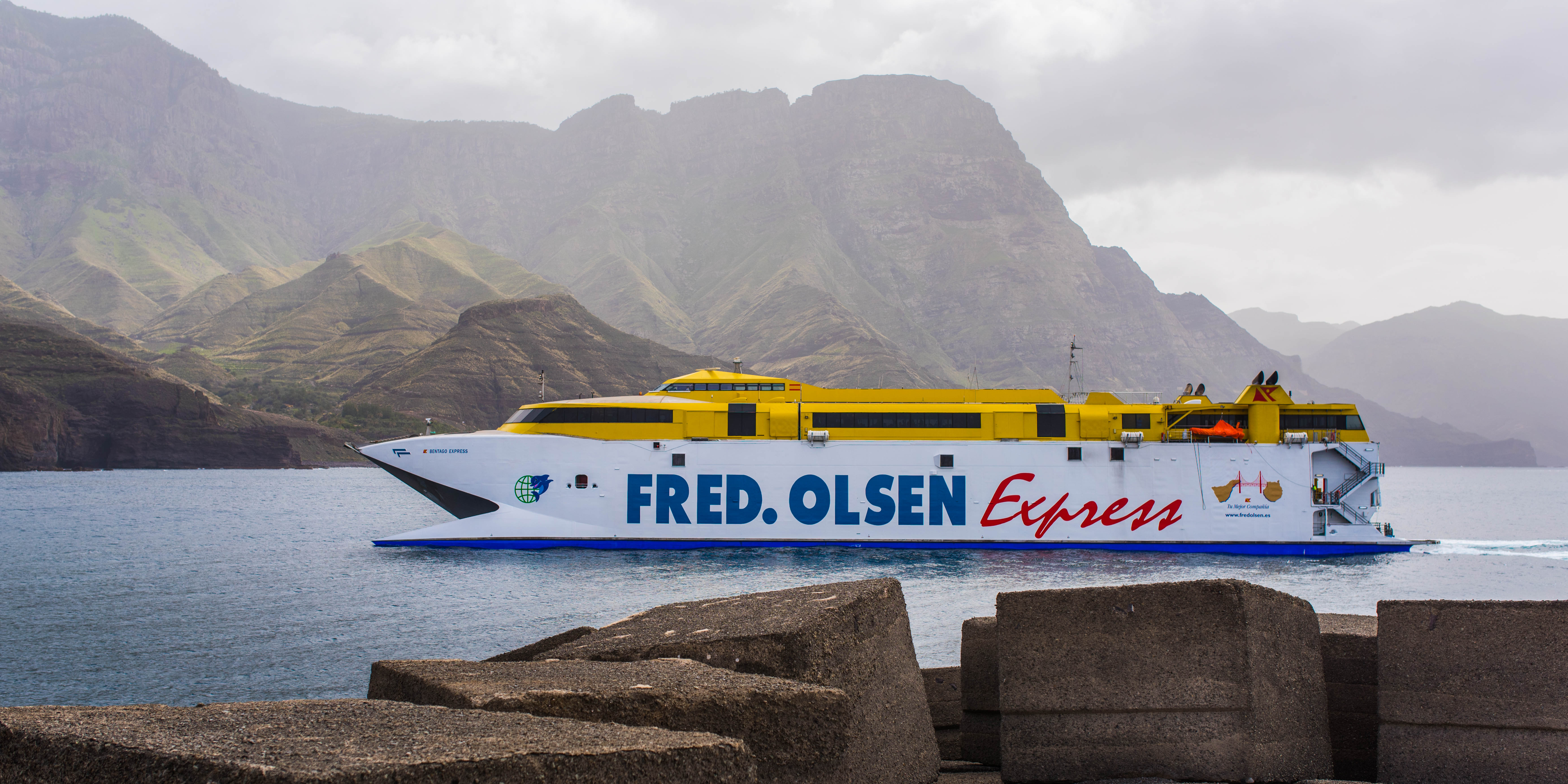
前往特内里费岛的轮渡

### 公路
大加那利岛上有环岛公路，及通向中部山区的公路。在20世纪后期，作为加那利群岛上第一条双车道公路在拉斯帕尔马斯周围开通，并在后来拓展至北部海岸和机场，以及再拓展至南部海岸以满足旅游交通的需求。岛上的唯一高速公路是GC1号。双车道公路有GC2、GC31、GC4和GC5。岛上西部及西北部人口稀少的地区只有一般公路相通。

### 公共汽车
岛上有广泛的公交系统。车票可以用现金购买，或者使用免觸碰智能卡。拉斯帕尔马斯市也有自己的市内公交系统。

### 机场
大加那利机场是岛上唯一的商用机场。该机场是西班牙最繁忙的机场之一。大加那利岛负责整个群岛的空中管制。以目的地而言，大加那利岛是群岛中旅客数量第二多的岛屿。

### 海港
岛上最重要的港口是位于拉斯帕尔马斯的拉斯帕尔马斯港、位于Arguineguín用于出口水泥的港口和位于Arinaga工业区的港口。
主要的旅客港口为拉斯帕尔马斯港，每周有一次轮渡通往西班牙本土的加的斯。岛西部阿加埃特市镇内的港口有雙體船轮渡前往圣克鲁斯-德特内里费。

### 铁路
计划中的大加那利铁路将连接该岛的首府至南部地区。大加那利岛政府及加那利群岛自治区政府已批准了该计划，但跟西班牙中央政府有关预算的谈判还在继续。计划中57公里长的铁路连接拉斯帕尔马斯至Meloneras，在首府内的部分将在地下运行。计划中有11座车站，包括位于大加那利机场的地下车站。

## 气候
大加那利岛以其多样的微气候而著称。但一般来说，冬天时平均最高气温在20摄氏度以上，夏天时则为26摄氏度左右。冬天时晚上会变凉，但在沿海地区最低气温也不会低于10摄氏度。在岛的内陆气温也是很温暖的，但是在山区偶尔也会结霜或下雪。年平均降水量为228毫米，大部分是在凉爽的月份时下的，七、八、九月份里通常无雨。降雨量在岛的各地区分布不均，有的地区明显比其它地区更为干燥。在凉爽的月份里云层和日照交替频繁，在冬天有时可能几天都是多云天气。然而夏天时通常是晴朗的，特别是在岛的南部。
| 大加那利机场（1981-2010）             | 大加那利机场（1981-2010） | 大加那利机场（1981-2010） | 大加那利机场（1981-2010） | 大加那利机场（1981-2010） | 大加那利机场（1981-2010） | 大加那利机场（1981-2010） | 大加那利机场（1981-2010） | 大加那利机场（1981-2010） | 大加那利机场（1981-2010） | 大加那利机场（1981-2010） | 大加那利机场（1981-2010） | 大加那利机场（1981-2010） | 大加那利机场（1981-2010） |
| 月份                                  | 1月                       | 2月                       | 3月                       | 4月                       | 5月                       | 6月                       | 7月                       | 8月                       | 9月                       | 10月                      | 11月                      | 12月                      | 全年                      |
| ------------------------------------- | ------------------------- | ------------------------- | ------------------------- | ------------------------- | ------------------------- | ------------------------- | ------------------------- | ------------------------- | ------------------------- | ------------------------- | ------------------------- | ------------------------- | ------------------------- |
| 平均高温 °C（°F）                     | 20.8 (69.4)               | 21.2 (70.2)               | 22.3 (72.1)               | 22.6 (72.7)               | 23.6 (74.5)               | 25.3 (77.5)               | 26.9 (80.4)               | 27.5 (81.5)               | 27.2 (81.0)               | 26.2 (79.2)               | 24.2 (75.6)               | 22.2 (72.0)               | 24.2 (75.6)               |
| 日均气温 °C（°F）                     | 17.9 (64.2)               | 18.2 (64.8)               | 19.0 (66.2)               | 19.4 (66.9)               | 20.4 (68.7)               | 22.2 (72.0)               | 23.8 (74.8)               | 24.6 (76.3)               | 24.3 (75.7)               | 23.1 (73.6)               | 21.2 (70.2)               | 19.2 (66.6)               | 21.2 (70.2)               |
| 平均低温 °C（°F）                     | 15.0 (59.0)               | 15.0 (59.0)               | 15.7 (60.3)               | 16.2 (61.2)               | 17.3 (63.1)               | 19.2 (66.6)               | 20.8 (69.4)               | 21.6 (70.9)               | 21.4 (70.5)               | 20.1 (68.2)               | 18.1 (64.6)               | 16.2 (61.2)               | 18.2 (64.8)               |
| 平均降水量 mm（）                     | 25 (1.0)                  | 24 (0.9)                  | 13 (0.5)                  | 6 (0.2)                   | 1 (0.0)                   | 0 (0)                     | 0 (0)                     | 0 (0)                     | 9 (0.4)                   | 16 (0.6)                  | 22 (0.9)                  | 31 (1.2)                  | 151 (5.9)                 |
| 平均降水天数（≥ 1 mm）                | 3                         | 3                         | 2                         | 1                         | 0                         | 0                         | 0                         | 0                         | 1                         | 2                         | 4                         | 5                         | 21                        |
| 月均日照時數                          | 184                       | 191                       | 229                       | 228                       | 272                       | 284                       | 308                       | 300                       | 241                       | 220                       | 185                       | 179                       | 2,821                     |
| 来源：Agencia Estatal de Meteorología |                           |                           |                           |                           |                           |                           |                           |                           |                           |                           |                           |                           |                           |

## 旅游
大加那利岛拥有豐富的旅游资源。它因拥有多种气候和地形地貌而被称为“微型大陆”，也因此被联合国教科文组织认定为生物圈保护区。
著名作家三毛曾经在大加那利岛上特尔德市镇的海边社区翁布雷海滩居住过。

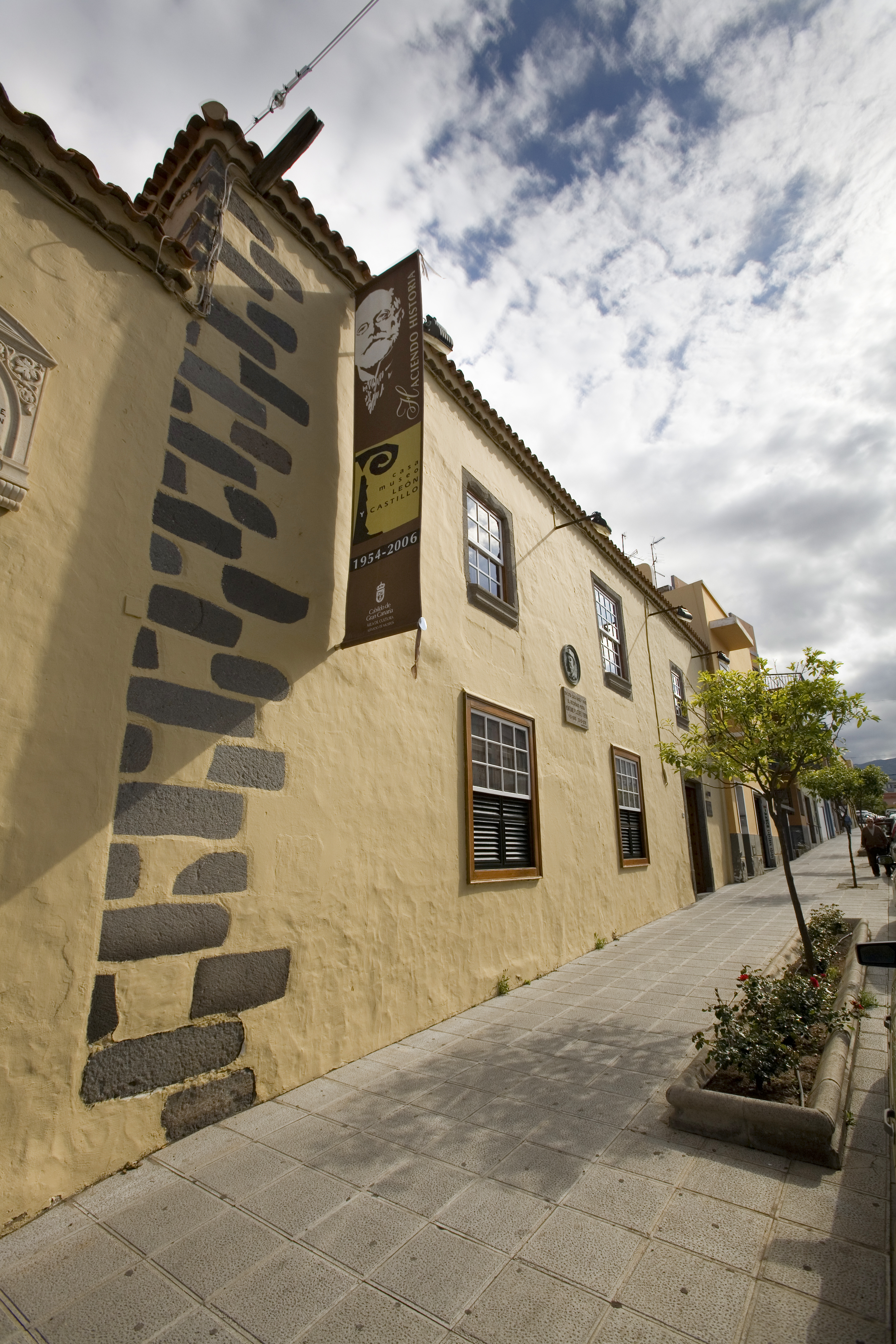
位于特尔德市镇内的莱昂-卡斯蒂略故居博物馆
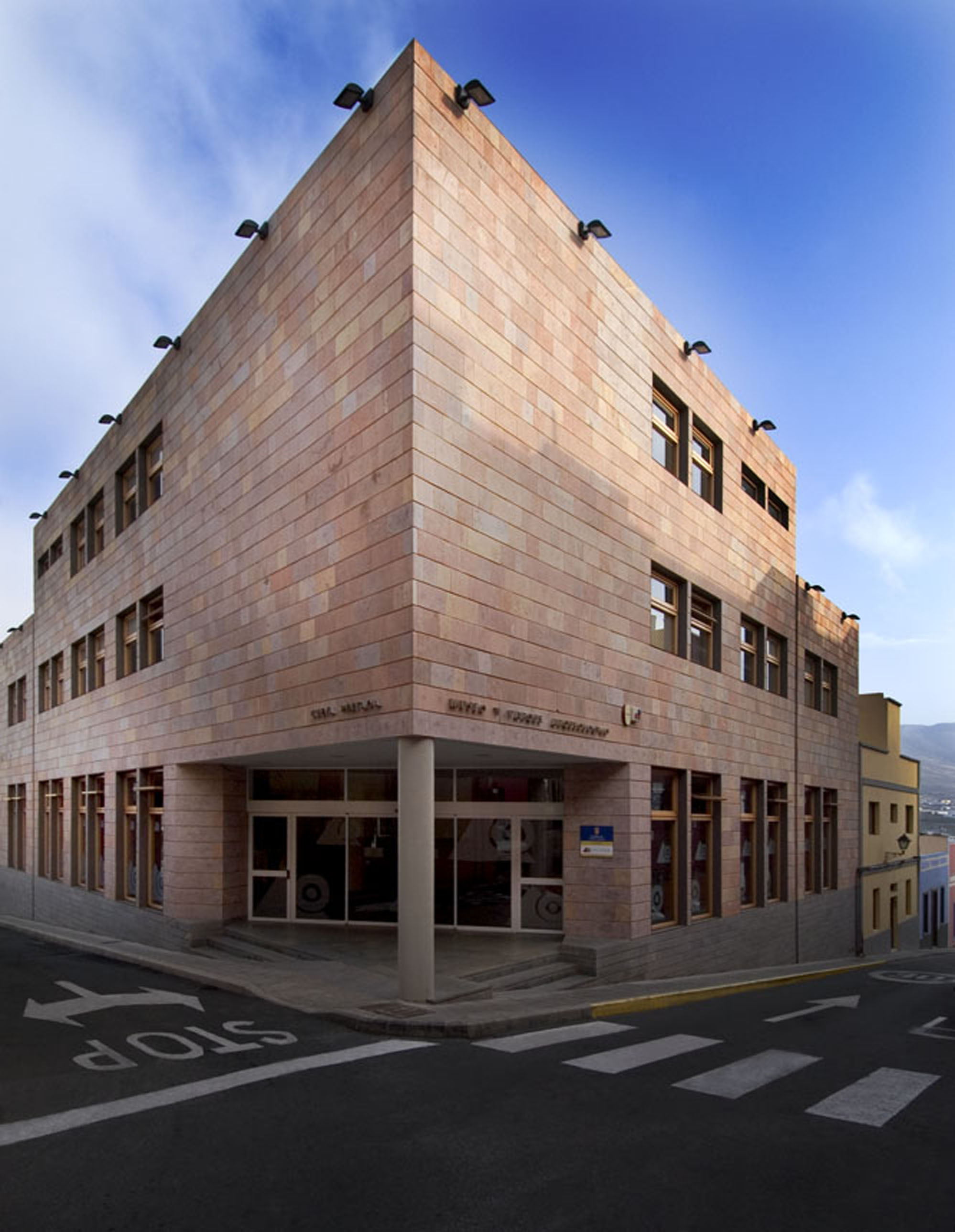
位于加尔达尔市镇内的彩绘岩洞博物馆及考古公园

## 自然象征物
大加那利岛官方的自然象征物是加那利獒犬（Canis lupus familiaris）和Euphorbia canariensis（大戟属下的一种）。

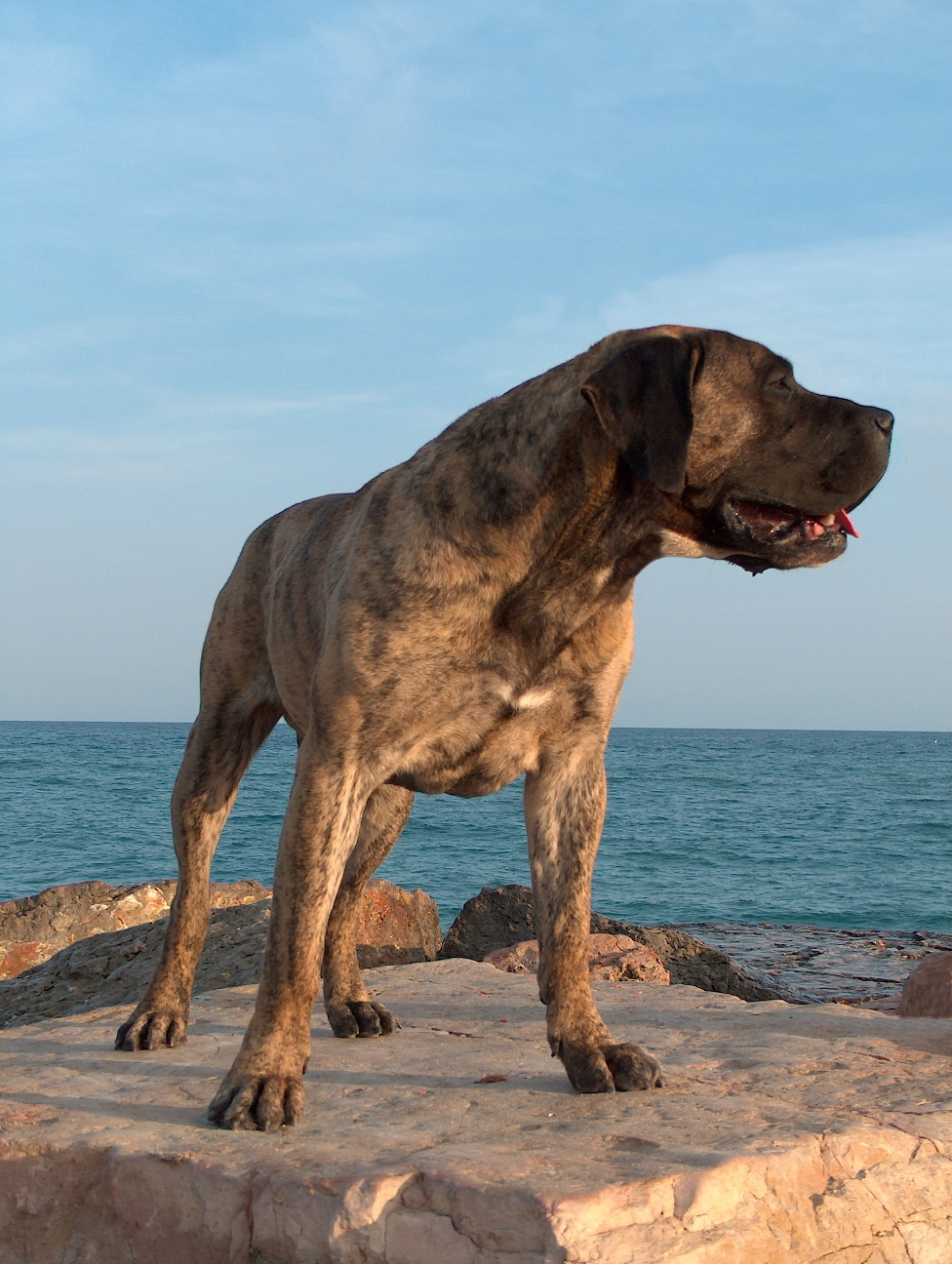
加那利獒犬（英语：Perro de Presa Canario）（Canis lupus familiaris）
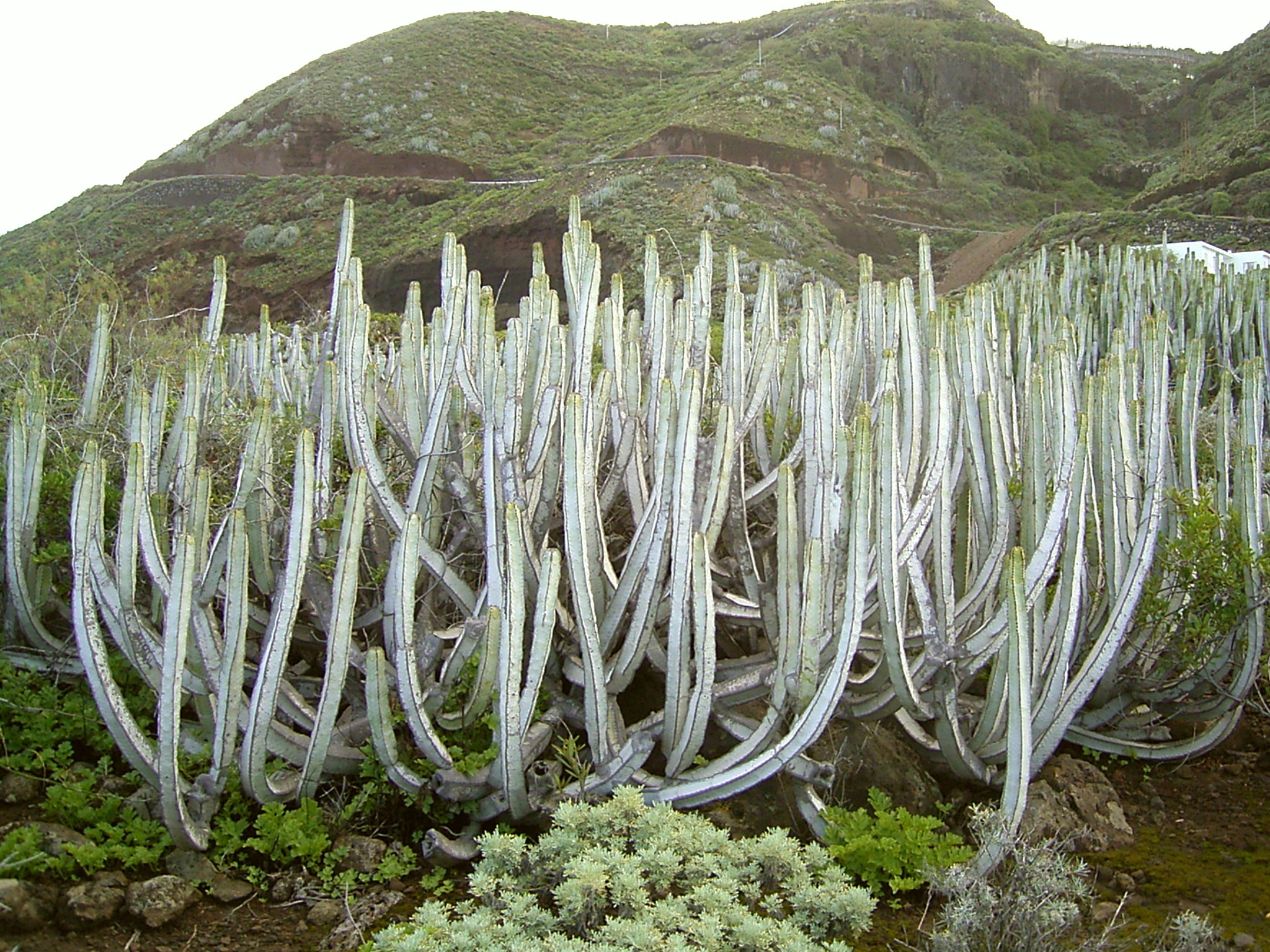
Euphorbia canariensis（英语：Euphorbia canariensis）

## 图集

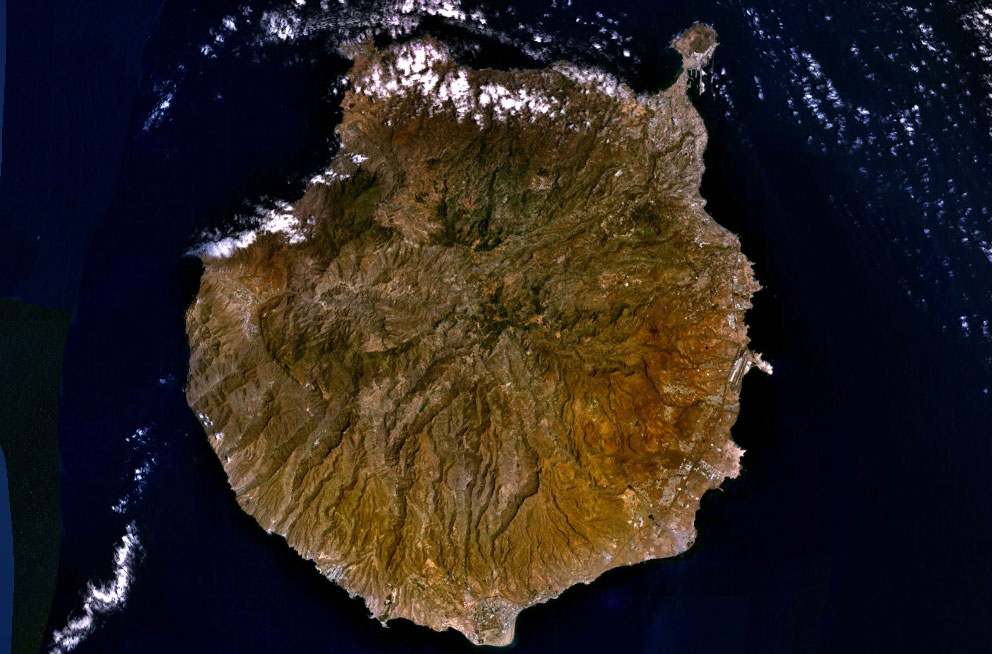
大加那利岛卫星图
大加那利岛三维旋转卫星图
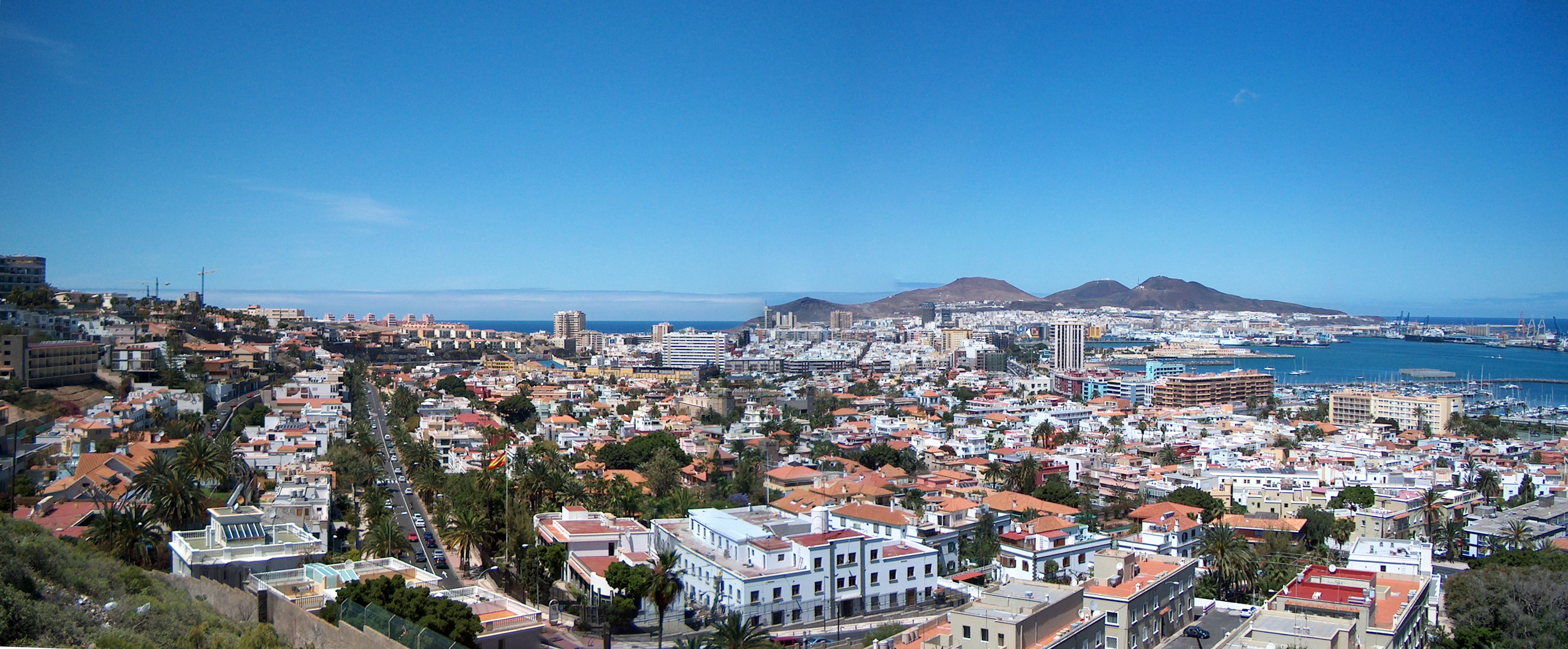
拉斯帕尔马斯全景图
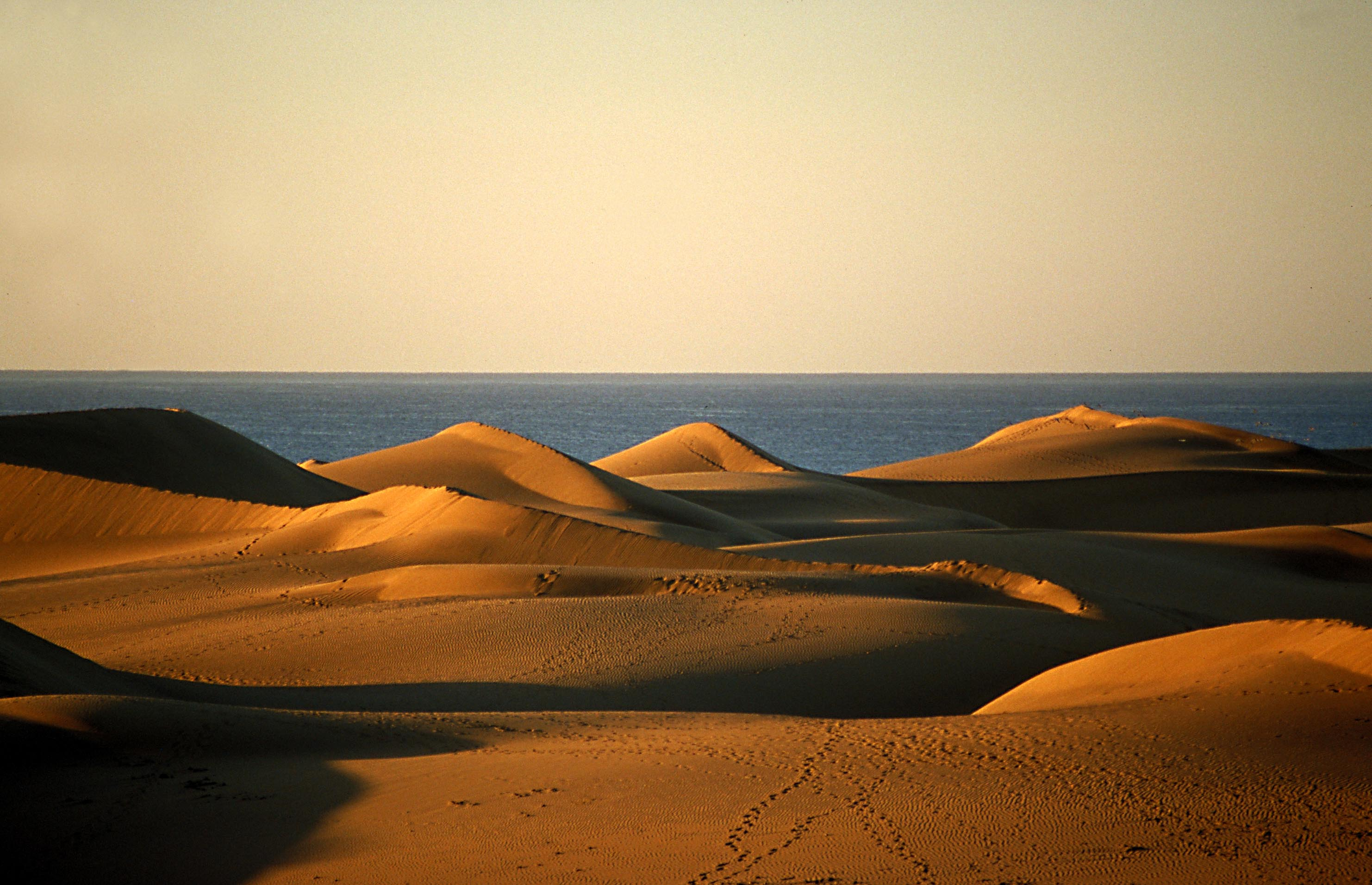
马斯帕洛马斯沙丘（Dunas de Maspalomas）
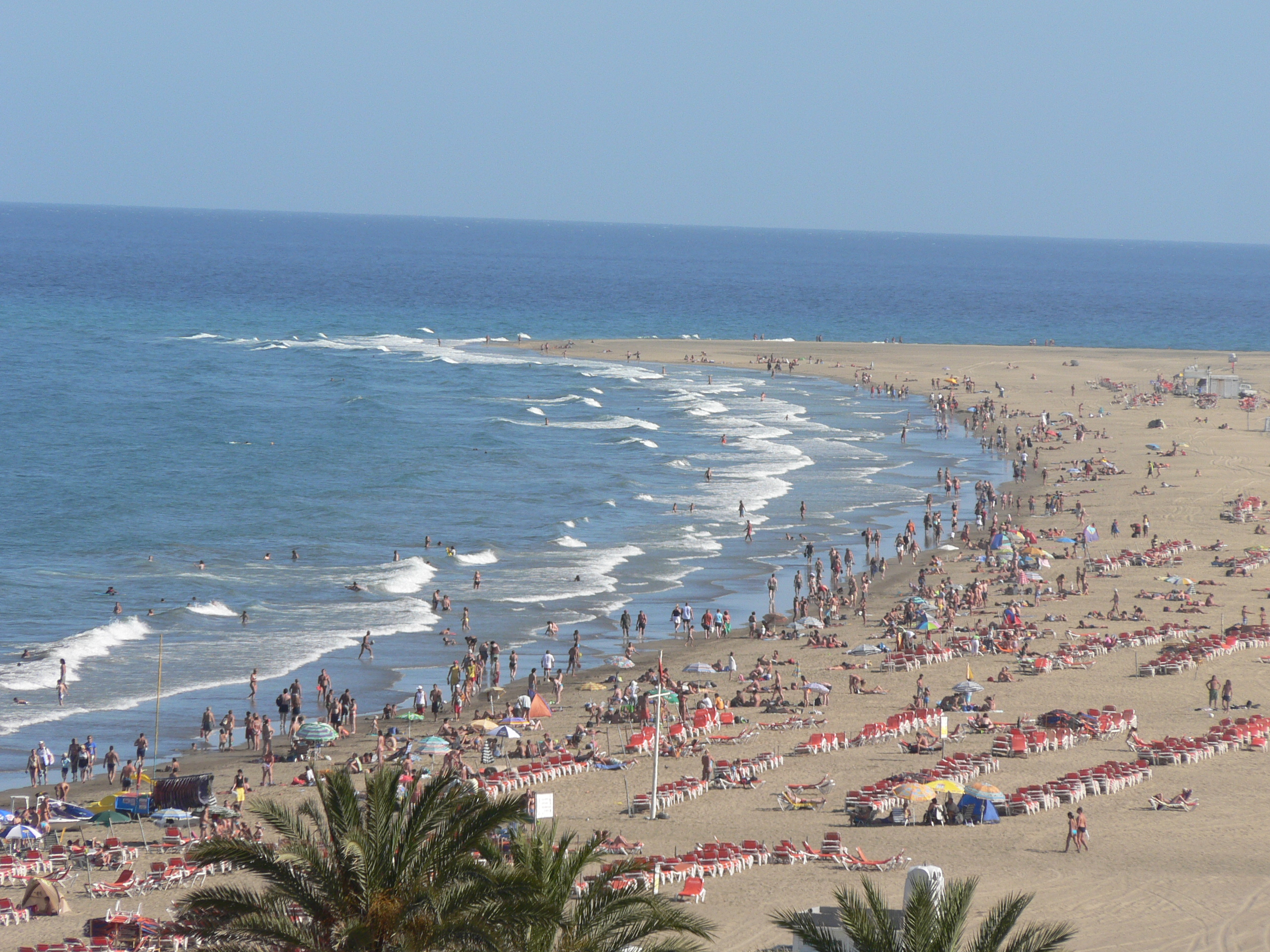
英国人海滩（Playa del Inglés）
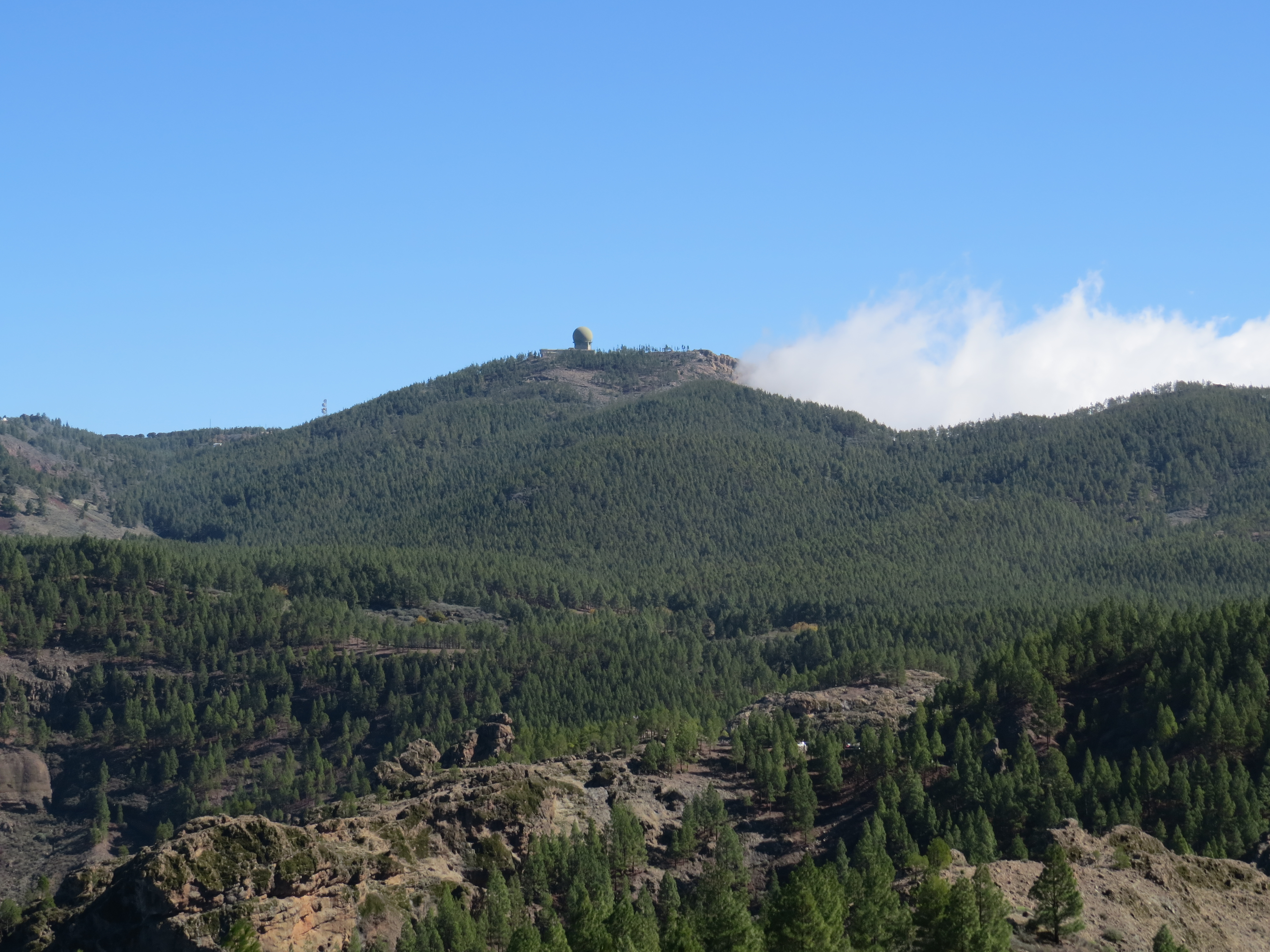
大加那利岛最高山峰（Pico de Las Nieves）
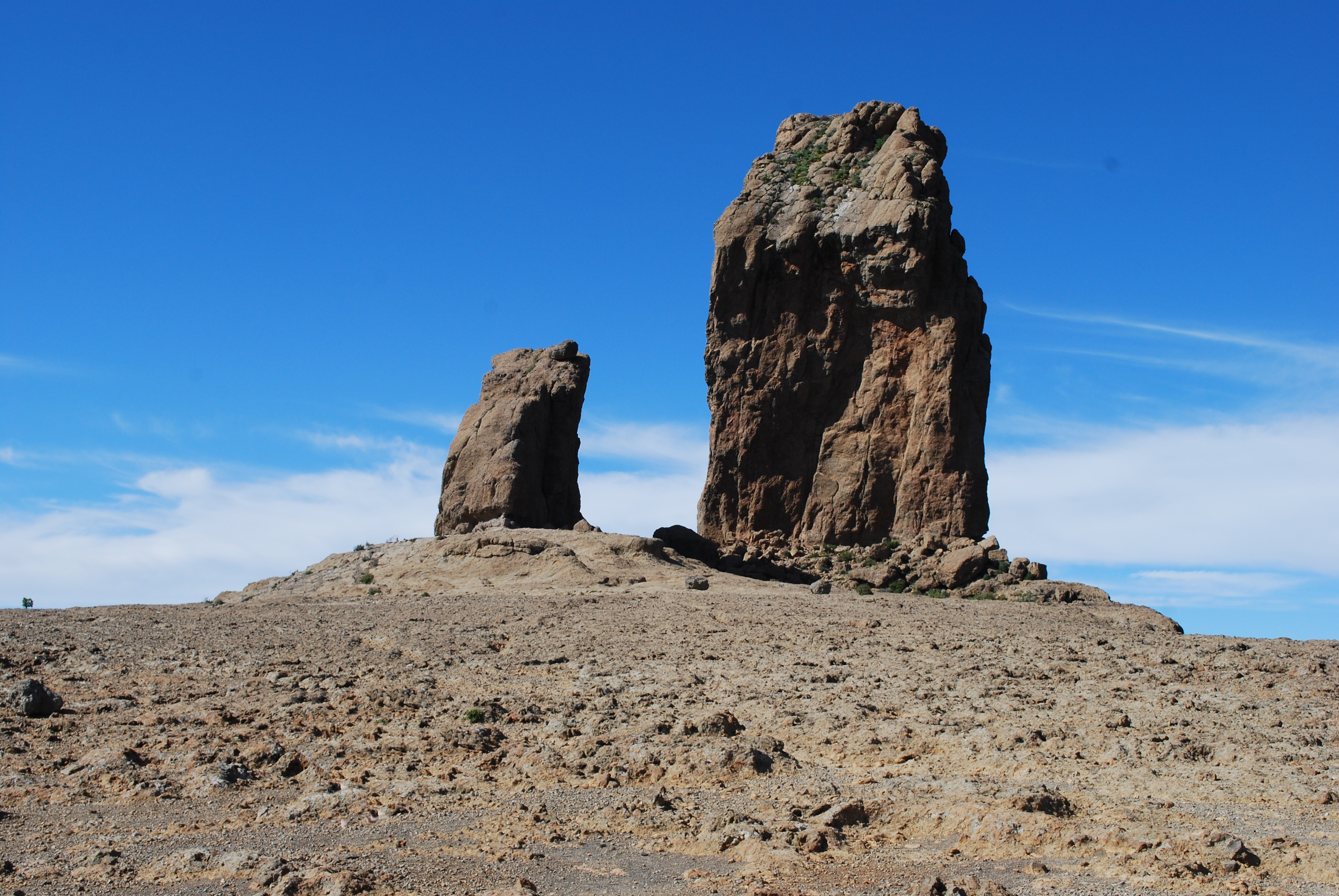
努布洛岩（Roque Nublo）
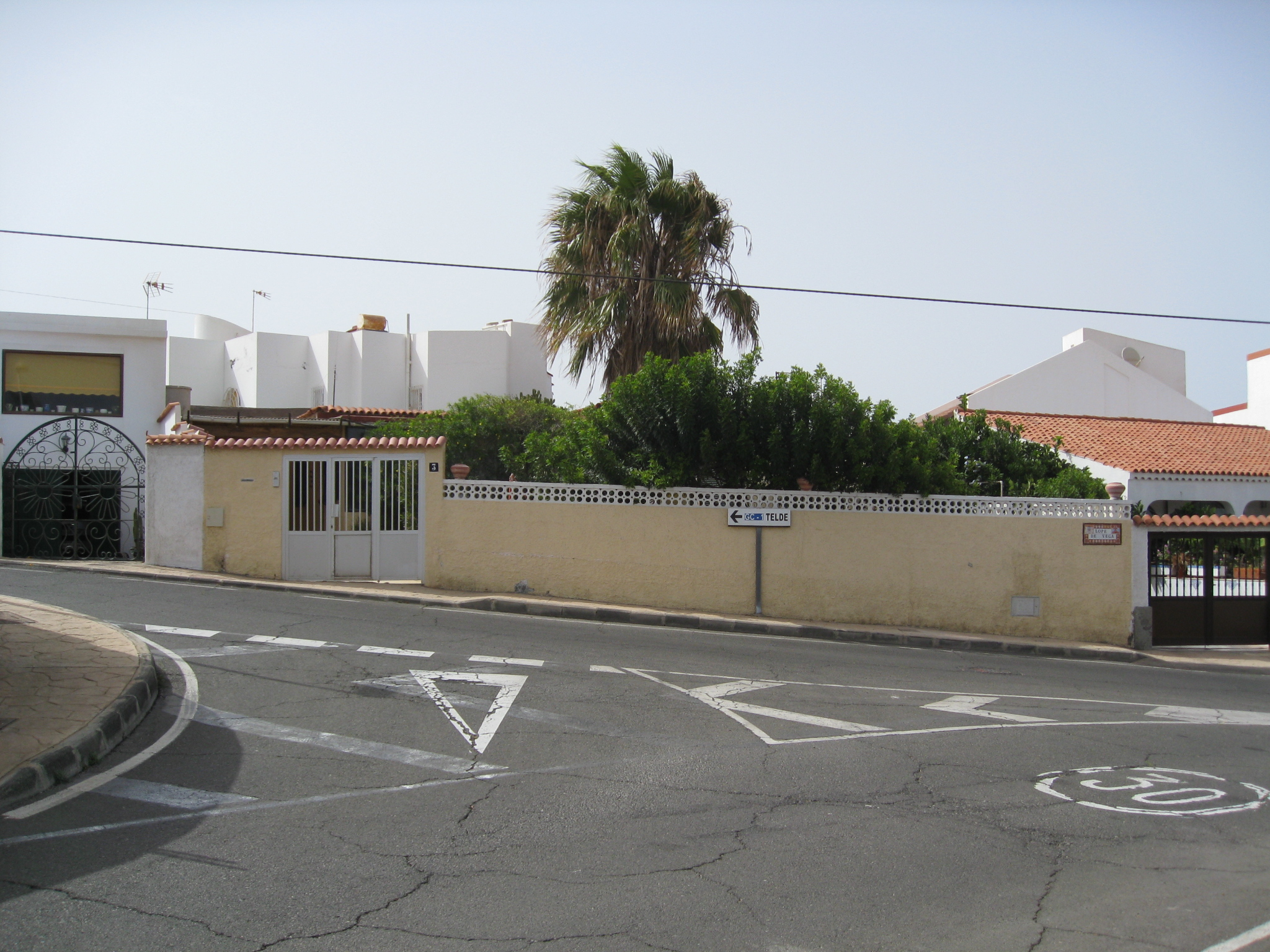
三毛故居（Calle Lope de Vega 3）